# Igrzyska Małych Państw Europy 1989
3. Igrzyska Małych Państw Europy – trzecia edycja igrzysk małych krajów została zorganizowana w Nikozji na Cyprze. Impreza odbyła się między 17, a 20 maja 1989 roku. W zawodach wzięło udział 675 zawodników.

## Klasyfikacja medalowa
| Klasyfikacja medalowa | Klasyfikacja medalowa | Klasyfikacja medalowa | Klasyfikacja medalowa | Klasyfikacja medalowa | Klasyfikacja medalowa |
| --------------------- | --------------------- | --------------------- | --------------------- | --------------------- | --------------------- |
| Pozycja               | Kraj                  | Złoto                 | Srebro                | Brąz                  | Suma                  |
| 1                     | Cypr                  | 26                    | 25                    | 28                    | 79                    |
| 2                     | Islandia              | 21                    | 20                    | 9                     | 50                    |
| 3                     | Luksemburg            | 12                    | 16                    | 18                    | 46                    |
| 4                     | Monako                | 5                     | 7                     | 9                     | 21                    |
| 5                     | Liechtenstein         | 5                     | 2                     | 7                     | 14                    |
| 6                     | Andora                | 3                     | 1                     | 4                     | 8                     |
| 7                     | San Marino            | 2                     | 4                     | 2                     | 8                     |
| 8                     | Malta                 | 1                     | 1                     | 3                     | 5                     |